# Santo Domingo Xenacoj
Santo Domingo Xenacoj («Santo Domingo»: por su santo patrono Domingo de Guzmán, O.P.; «Xenacoj»: significa «bajo el cerro de Nacoj») es un municipio del departamento de Sacatepéquez, Guatemala. Fue fundado en 1580 por el fraile Benito de Villacañas, O.P..  La feria de este municipio es el 4 de agosto, en honor a su santo patrono.
Después de la Independencia de Centroamérica] en 1821, Shenacó, como se le llamaba entonces fue asignado cal circuito de San Juan en el distrito N.º8 (Sacatepéquez) para la administración de justicia por medio del sistema de juicios de jurados.

## Toponimia
Fue fundado por el fraile Benito de Villacañas, O.P., quien designó a Santo Domingo de Guzmán como el santo patrono, amigo y protector del poblado.
El topónimo «Xenacoj» ha evolucionado a través de los siglos: en 1625, el fraile irlandés Thomas Gage, lo llama «Sinacao»; luego el fraile Francisco Ximénez, O.P. en 1717, «Xencoc». En los documentos de San Pedro aparece como «Senacoc» y en 1806 y 1880 aparece como «Xinacó» y, finalmente, hacia 1900 aparece como «Xenacoj». El nombre proviene del vocablo «Xe», (español: «bajo» o «abajo») y del nombre «Nacoj», que es el nombre del cerro cercano al poblado; por lo tanto, Xenacoj significa «debajo del cerro Nacoj». Otra versión dice que Nacoj se debe dividir en «Na», que significa «boca» y «Coj», Puma; en esta versión Xenacoj significaría «debajo del rugido del puma» o «debajo de la boca del puma».
También cuando se declaró la Independencia de Centroamérica en 1821, el poblado aparece en la Constitución del Estado de Guatemala emitida en 1825 con el nombre de «Shenacó».

## Geografía física

### Clima
La cabecera municipal de Santo Domingo Xenacoj tiene clima templado (Clasificación de Köppen: Csb).
| Parámetros climáticos promedio de Santo Domingo Xenacoj | Parámetros climáticos promedio de Santo Domingo Xenacoj | Parámetros climáticos promedio de Santo Domingo Xenacoj | Parámetros climáticos promedio de Santo Domingo Xenacoj | Parámetros climáticos promedio de Santo Domingo Xenacoj | Parámetros climáticos promedio de Santo Domingo Xenacoj | Parámetros climáticos promedio de Santo Domingo Xenacoj | Parámetros climáticos promedio de Santo Domingo Xenacoj | Parámetros climáticos promedio de Santo Domingo Xenacoj | Parámetros climáticos promedio de Santo Domingo Xenacoj | Parámetros climáticos promedio de Santo Domingo Xenacoj | Parámetros climáticos promedio de Santo Domingo Xenacoj | Parámetros climáticos promedio de Santo Domingo Xenacoj | Parámetros climáticos promedio de Santo Domingo Xenacoj |
| Mes                                                     | Ene.                                                    | Feb.                                                    | Mar.                                                    | Abr.                                                    | May.                                                    | Jun.                                                    | Jul.                                                    | Ago.                                                    | Sep.                                                    | Oct.                                                    | Nov.                                                    | Dic.                                                    | Anual                                                   |
| ------------------------------------------------------- | ------------------------------------------------------- | ------------------------------------------------------- | ------------------------------------------------------- | ------------------------------------------------------- | ------------------------------------------------------- | ------------------------------------------------------- | ------------------------------------------------------- | ------------------------------------------------------- | ------------------------------------------------------- | ------------------------------------------------------- | ------------------------------------------------------- | ------------------------------------------------------- | ------------------------------------------------------- |
| Temp. máx. media (°C)                                   | 21.5                                                    | 22.5                                                    | 24.1                                                    | 24.6                                                    | 24.1                                                    | 22.5                                                    | 22.6                                                    | 23.1                                                    | 22.4                                                    | 21.6                                                    | 21.6                                                    | 21.7                                                    | 22.7                                                    |
| Temp. media (°C)                                        | 15.5                                                    | 16.2                                                    | 17.4                                                    | 18.4                                                    | 18.5                                                    | 18.0                                                    | 17.8                                                    | 17.9                                                    | 17.7                                                    | 17.0                                                    | 16.3                                                    | 15.8                                                    | 17.2                                                    |
| Temp. mín. media (°C)                                   | 9.5                                                     | 9.9                                                     | 10.7                                                    | 12.3                                                    | 13.0                                                    | 13.6                                                    | 13.1                                                    | 12.8                                                    | 13.0                                                    | 12.4                                                    | 11.1                                                    | 9.9                                                     | 11.8                                                    |
| Precipitación total (mm)                                | 5                                                       | 4                                                       | 3                                                       | 37                                                      | 115                                                     | 262                                                     | 209                                                     | 202                                                     | 253                                                     | 130                                                     | 32                                                      | 6                                                       | 1258                                                    |
| Fuente: Climate-Data.org                                |                                                         |                                                         |                                                         |                                                         |                                                         |                                                         |                                                         |                                                         |                                                         |                                                         |                                                         |                                                         |                                                         |

### Ubicación geográfica
Santo Domingo Xenacoj se encuentra en el departamento de Sacatepéquez y sus colindancias son casi solamente municipios del mismo, excepto al noreste y este en que colinda con San Juan Sacatepéquez y San Pedro Sacatepéquez municipios del departamento de Guatemala
- Norte y noreste: San Juan Sacatepéquez, municipio del departamento de Guatemala.
- Sur y sureste: Santiago Sacatepéquez.
- Este: San Pedro Sacatepéquez, municipio del departamento de Guatemala.
- Oeste y suroeste: Sumpango.

|                    | Norte: San Juan Sacatepéquez | Nordeste: San Juan Sacatepéquez          |
| Oeste: Sumpango    |                              | Este: San Pedro Sacatepéquez (Guatemala) |
| Suroeste: Sumpango | Sur: Santiago Sacatepéquez   | Sureste: Santiago Sacatepéquez           |

## Gobierno municipal
Los municipios se encuentran regulados en diversas leyes de la República, que establecen su forma de organización, lo relativo a la conformación de sus órganos administrativos y los tributos destinados para los mismos.  Aunque se trata de entidades autónomas, se encuentran sujetos a la legislación nacional y las principales leyes que los rigen desde 1985 son:
| N.º | Ley                                                | Descripción |
| --- | -------------------------------------------------- | --- |
| 1   | Constitución Política de la República de Guatemala | Tiene una regulación legal específica para los municipios en los artículos 253 al 262. |
| 2   | Ley Electoral y de Partidos Políticos              | Ley de carácter constitucional aplicable a los municipios en el tema de la conformación de sus autoridades electas. |
| 3   | Código Municipal                                   | Decreto 12-2002 del Congreso de la República de Guatemala. Tiene la categoría de ley ordinaria y contiene preceptos generales aplicables a todos los municipios, e inclusive contiene legislación referente a la creación de los municipios.             |
| 4   | Ley de Servicio Municipal                          | Decreto 1-87 del Congreso de la República de Guatemala. Regula las relaciones entra la municipalidad y los servidores públicos en materia laboral. Tiene su base constitucional en el artículo 262 de la constitución que ordena la emisión de la misma. |
| 5   | Ley General de Descentralización                   | Decreto 14-2002 del Congreso de la República de Guatemala. Regula el deber constitucional del Estado, y por ende del municipio, de promover y aplicar la descentralización y desconcentración económica y administrativa.                                |

El gobierno de los municipios está a cargo de un Concejo Municipal mientras que el código municipal —ley ordinaria que contiene disposiciones que se aplican a todos los municipios— establece que «el concejo municipal es el órgano colegiado superior de deliberación y de decisión de los asuntos municipales […] y tiene su sede en la circunscripción de la cabecera municipal»; el artículo 33 del mencionado código establece que «[le] corresponde con exclusividad al concejo municipal el ejercicio del gobierno del municipio».
El concejo municipal se integra con el alcalde, los síndicos y concejales, electos directamente por sufragio universal y secreto para un período de cuatro años, pudiendo ser reelectos.
Existen también las Alcaldías Auxiliares, los Comités Comunitarios de Desarrollo (COCODE), el Comité Municipal del Desarrollo (COMUDE), las asociaciones culturales y las comisiones de trabajo. Los alcaldes auxiliares son elegidos por las comunidades de acuerdo a sus principios y tradiciones, y se reúnen con el alcalde municipal el primer domingo de cada mes, mientras que los Comités Comunitarios de Desarrollo y el Comité Municipal de Desarrollo organizan y facilitan la participación de las comunidades priorizando necesidades y problemas.

## Historia
El poblado de Santo Domingo Xenacoj se encuentra en el valle que los conquistadores españoles denominaron «de Sacatepéquez» en la década de 1520. Dicho valle colindaba al oeste con el de Xilotepeque, al norte con los de Mixco y de las Vacas, y por el sur y este con la provincia de Chiquimula. El poblado es conocido por su clima templado desde la primera descripción del mismo que hiciera el fraile irlandés Thomas Gage:
| «Hay cuatro pueblos considerables; el primero se llama Santiago, donde hay quinientas familias; el segundo San Pedro que tiene seiscientas; el tercero San Juan, que tiene otras tantas; y el cuarto Santo Domingo de Senacao, donde puede haber cerca de trescientas familias. Estos cuatro poblados son muy ricos; el clima es muy frío en los dos primeros, pero en los otros dos es mas caliente. En sus alrededores hay muchas haciendas, donde se cosecha mucho trigo y maíz. Aquellos indios tienen más valor que los de otros pueblos, y en mi tiempo estuvieron cerca de sublevarse contra los españoles porque los trataban mal. Lo españoles aquí son extremadamente ricos». —Thomas Gage, 1648 |

El historiador Domingo Juarros escribió que en 1766 intentaron unir a las alcaldías mayores de Chimaltenango y Sacatepéquez, pero que no pudo mantenerse la unión por lo que ambas permanecieron separadas hasta después de la independencia de Centroamérica.

### Tras la Independencia de Centroamérica
La constitución del Estado de Guatemala también dividió al territorio del Estado en once distritos para la administración de justicia por medio del sistema de juicios de jurados el 11 de octubre de 1825; la constitución indica que «Shenacó» era parte del Circuito de San Juan en el Distrito N.°8 (Sacatepéquez), junto con San Juan Sacatepéquez, San Raymundo, Sumpango, San Pedro Sacatepéquez, y «las labores de estas municipalidades, que expresamente no estén agregadas a otro circuito».